# لويد هايد
لويد هايد هو سياسي كندي، ولد في 24 أبريل 1920، وتوفي في 25 أغسطس 1985.